# 阿尼奥内
阿尼奥内是意大利莫利塞大区伊塞尔尼亚省的一个镇，面积96平方公里，人口5,667人（2005年）。阿尼奥内位于坎波巴索西北约53公里（33英里）处。阿尼奥内境內有马利内利钟厂。